# Трећа битка на Ени
Трећа битка на Ени је немачка офанзива за време Првог светског рата, која је трајала од 27. маја до 6. јуна 1918. Циљ операције је било заузимање избочине Шемин де Дамс, пре него што амерички експедициони корпус стигне у Француску. То је била једна од серије офанзива, у оквиру Пролећне офанзиве.

## Позадина
Немци су држали избочину Шемин де Дам од Прве битке на Ени у септембру 1914. до 1917. када је генерал Манжен заузео избочину за време Друге битке на Ени. Ерих Лудендорф је планирао операцију заузимања избочине и био је уверен да ће успех на Ени омогућити немачкој војсци да дође близу Париза, толико да Париз буде на артиљеријском домету. Ерих Лудендорф је мислио да ће због тога савезници морати да се покрену из Фландрије да помогну у одбрани Париза. Због тога би немачка армија могла лако заузети Фландрију. Битка на Ени је због тога изгледала као један напад који скреће пажњу са главнога циља. Одбраном на реци Ени командовао је генерал Денис Аугуст Душен, командант француске 6. армије. Осим тога 4 дивизије британског 9. корпуса под командом Александра Хамилтона Гордона држале су Шемин де Дам.

## Битка
Ујутро 27. маја 1918. Немци су започели са артиљеријском паљбом из 4.000 топова. Британци су имали много губитака, јер су били сконцентрисани па су постали лака мета. После артиљеријске припреме, уследило је испуштање бојних отрова. После испуштања бојних отрова, уследио је главни пешадијски напад 17 немачких пешадијских дивизија, предвођених престолонаследником Вилхелмом, најстаријим сином кајзера Вилхелма II. Савезничке обрамбене линије су биле слабе и нису могли да зауставе напад. Немачка армија је створила рупу од 40 километара у савезничким линијама. Немци су за 6 сати дошли до реке Ене. Пробили су одбрану 8 савезничких дивизија, које су биле на линији од Ремса до Соасона. Потиснули су савезнике до реке Вел и напредовали су до ноћи додатних 15 километара. Изгледало је да ће Немци остварити велику победу. Немци су заробили 50.000 савезничких војника и преко 800 топова до 30. маја 1918. Када су напредовали и дошли 3. јуна до на 56 километара од Париза суочили су се са бројним проблемима. Снабдевање је постало критично, осећао се умор код војске. Недостајало је резерви, а повећавао се број жртава због савезничких контранапада, а у битку су касније ушле две свеже америчке дивизије. Америчке дивизије су биле готово дупло веће од француских. Након многобројних успешних савезничких контранапада Немци су се 6. јуна 1918. зауставили на Марни, слично као и у раније две офанзиве те године у марту и априлу.

## Последице
Французи су имали 98.000 жртава, а Британци 29.000. Немачки губици су били приближно исти. Француски врховни командант Анри Филип Петен је сменио Дениса Душена због лошег командовања француском и британском војском. Американци су стигли на фронт и први пут су се показали у борбеним операцијама. Ерих Лудендорф је био охрабрен добицима у тој офанзиви, па је лансирао нову офанзиву која води до Друге битке на Марни.